# FC Mordovia Saransk
El FC Mordovia Saransk (del ruso: ФК Мордовия Саранск) es un club de fútbol ruso de la ciudad de Saransk. Fue fundado en 1961 y jugó en la Primera División de Rusia en la temporada 2019/20.

## Historia
Desde su fundación en 1961 han tenido varios nombres a lo largo de su historia, los cuales han sido:
- Stroitel Saransk (1961)
- Spartak Saransk (1962-71)
- Elektrosvet Saransk (1972-79)
- Svetotekhnika Saransk (1980-02)
- Lisma-Mordovia Saransk (2003-04)
- Mordovia Saransk (2005-) (se fusionó con el Biokhimik-Mordovia).

Su logro más importante hasta el momento fue lograr el ascenso a la Liga Premier de Rusia por primera vez en la temporada 2012/13, aunque descendieron en ese mismo año.
Al finalizar la temporada 2019/20 el club falló en la licencia para competir en la Primera División de Rusia y no se sabe en que liga va a jugar en 2020/21.

## Jugadores

### Jugadores destacados
| - Evgeni Aldonin - Anton Bober - Oleg Veretennikov - Igor Shitov - Darius Maciulevičius - Sergey Zhunenko | - Tomislav Dujmović - Vladimir Božović - Daniel Oprița - Borut Semler - Gerson Acevedo |

## Palmarés

### Torneos nacionales
- Primera División de Rusia (2):2012, 2014
- Segunda División de Rusia (4):2000, 2001, 2002, 2009